# Kasra
Pour les articles homonymes, voir Kasra (homonymie).

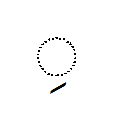
Le kasra placé sous un cercle pointillé

La kasra (كَسْرَة en arabe, littéralement « brisure ») est un signe diacritique de l’écriture arabe indiquant la vocalisation brêve [i] de la lettre qu’il modifie. Elle est signifiée par un trait placé au-dessous de la lettre.

## Histoire
La première utilisation de la kasra a été faite à l’aide d’un point pour noter le ʼiʻrāb dans les textes coraniques, comme pour la fatḥa et la ḍamma. Leur invention a été attribuée à Abū l-Aswad Ad-Duʼalī.
Au VIIIe siècle, le gouverneur omeyyade al-Hajjâj ibn Yûsuf Al-Thaqafî, aurait demandé à deux étudiants de Ad-Duʼalī de créer et codifier un nouveau système, plus clair. Al-Khalîl ibn Ahmad est réputé avoir créé un système utilisant des traits au lieu de points pour les signes de vocalisation et celui-ci est utilisé universellement depuis le XIe siècle.